# 共和國廣場 (葉里溫)

共和國廣場，是位於亞美尼亞首都葉里溫的一座廣場，也是葉里溫規模最大的廣場之一。

## 历史
共和國廣場規劃於1924年，在1926年開始建設，1929年完成。1952年，共和國廣場開始擴建，在1958年竣工。蘇聯統治時期，共和國廣場名為列寧廣場，並有一座列寧的雕像。亞美尼亞獨立之後列寧像被拆除。現在共和國廣場是每年亞美尼亞獨立日閱兵式的舉辦地點。